# Enora Hope
Pour les articles homonymes, voir Hope.
 (juin 2025).
La mise en forme du texte ne suit pas les recommandations de Wikipédia : il faut le « wikifier ».
Les points d'amélioration suivants sont les cas les plus fréquents. Le détail des points à revoir est peut-être précisé sur la page de discussion.
- Les titres sont pré-formatés par le logiciel. Ils ne sont ni en capitales, ni en gras.
- Le texte ne doit pas être écrit en capitales (les noms de famille non plus), ni en gras, ni en italique, ni en « petit »…
- Le gras n'est utilisé que pour surligner le titre de l'article dans l'introduction, une seule fois.
- L'italique est rarement utilisé : mots en langue étrangère, titres d'œuvres, noms de bateaux, etc.
- Les citations ne sont pas en italique mais en corps de texte normal. Elles sont entourées par des guillemets français : « et ».
- Les listes à puces sont à éviter, des paragraphes rédigés étant largement préférés. Les tableaux sont à réserver à la présentation de données structurées (résultats, etc.).
- Les appels de note de bas de page (petits chiffres en exposant, introduits par l'outil «  Source ») sont à placer entre la fin de phrase et le point final[comme ça].
- Les liens internes (vers d'autres articles de Wikipédia) sont à choisir avec parcimonie. Créez des liens vers des articles approfondissant le sujet. Les termes génériques sans rapport avec le sujet sont à éviter, ainsi que les répétitions de liens vers un même terme.
- Les liens externes sont à placer uniquement dans une section « Liens externes », à la fin de l'article. Ces liens sont à choisir avec parcimonie suivant les règles définies. Si un lien sert de source à l'article, son insertion dans le texte est à faire par les notes de bas de page.
- La présentation des références doit suivre les conventions bibliographiques. Il est recommandé d'utiliser les modèles {{Ouvrage}}, {{Chapitre}}, {{Article}}, {{Lien web}} et/ou {{Bibliographie}}. Le mode d'édition visuel peut mettre en forme automatiquement les références.
- Insérer une infobox (cadre d'informations à droite) n'est pas obligatoire pour parachever la mise en page.

Pour une aide détaillée, merci de consulter Aide:Wikification.
Si vous pensez que ces points ont été résolus, vous pouvez retirer ce bandeau et améliorer la mise en forme d'un autre article.
Enora Hope, née le 6 novembre 2000 à Quimper, est une réalisatrice, scénariste, écrivaine et actrice franco-américaine. Lauréate du Nikon Film Festival 2025, elle est également égérie réalisatrice pour L'Oréal Paris.

## Biographie
Enora Hope grandit à Hyères-les-Palmiers, dans le sud de la France, au sein d’une famille composée d’un père militaire et d’une mère assistante sociale. Dès l’enfance, elle développe une passion pour le cinéma, tournant ses premiers courts-métrages avec une simple caméra, en totale autonomie. Elle n’a suivi aucune école de cinéma, se formant seule à l’écriture, à la réalisation et au montage.
Elle possède la double nationalité française et américaine et vit actuellement à Paris.

## Carrière
Enora Hope se fait remarquer dès l’adolescence en remportant en 2015 le Prix Charlie, qui lui permet de publier un essai dans le journal Charlie Hebdo sur la liberté d’expression. La même année, elle publie son premier roman, Trouble Noir, aux éditions Mauves en Noir.
En 2021, elle écrit un poème pour SpaceX intitulé Sur l’amour, dans le cadre d’un projet artistique expérimental.
En 2023, elle devient égérie pour la marque Tommy Hilfiger au Festival de Cannes.
En 2024, elle est sélectionnée comme élève résidente du CNC au Festival de Cannes. En 2025, elle remporte le Nikon Film Festival avec son court-métrage La Dernière Vague, salué pour sa mise en scène cinématographique et son ton engagé. Le film est également sélectionné au Festival Court Métrange, spécialisé dans les univers fantastiques et poétiques.
Elle est également jury officiel du festival Séries Mania à Lille, aux côtés de Camélia Jordana, Julien Gaspar-Oliveri, Lisa Ambjörn et Aaron Altaras.
Parallèlement, elle devient égérie réalisatrice pour L'Oréal Paris, incarnant une nouvelle génération de créatrices alliant esthétique forte et engagement artistique. Elle développe actuellement un moyen-métrage avec Pyramide Productions, ainsi qu’une série d’anticipation.
Enora Hope a réalisé à ce jour plus de 400 projets courts. Elle a également été nommée par Instagram parmi les « créateurs de demain », dans le cadre d’un programme international dédié aux talents émergents.

## Style artistique
Son univers se situe à la croisée de Black Mirror et Hunger Games, mêlant science-fiction, drame intime et satire contemporaine. Elle cite parmi ses influences majeures le cinéaste Michel Ocelot, le réalisateur Christopher Nolan et la série Black Mirror.
Ses récits explorent des thématiques liées à l’identité, à la mémoire, à la révolte sociale et aux émotions humaines dans des contextes souvent post-apocalyptiques ou dystopiques. Sa mise en scène se distingue par une esthétique visuelle affirmée et une narration introspective.

## Distinctions
- 2025 – Lauréate du Nikon Film Festival pour La Dernière Vague
- 2025 – Top 40 femmes Forbes 2025
- 2025 – Sélection officielle au Festival Court Métrange
- 2025 – Jury du Festival Séries Mania
- 2024 – Élève résidente du CNC au Festival de Cannes
- 2021 – Poème Sur l’amour écrit pour SpaceX
- 2015 – Lauréate du Prix Charlie, publication dans Charlie Hebdo
- 2015 – Publication du roman Trouble Noir aux éditions Mauves en Noir
- 2023 – Nommée « créatrice de demain » par Instagram

## Filmographie
- La Dernière Vague (2025) – court-métrage
- Projet de long-métrage (en développement avec Pyramide Productions)
- Série d’anticipation (en écriture)
- Plus de 400 projets courts réalisés depuis 2012

## Vie privée
Enora Hope vit à Paris. Elle est franco-américaine et a grandi en Bretagne puis dans le sud de la France. Autodidacte, elle a commencé le cinéma en filmant seule dès l’enfance. Elle a étudié l'ingénierie aérospatiale et a travaillé comme serveuse et babysitter avant d'entamer sa carrière dans le cinéma. En 2024, elle confie dans son documentaire "Espoir" avoir été étudiante précaire.